# Nicolas de Fassin
Nicolas Henri Joseph de Fassin (Liegi, 1728 – Liegi, 1811) è stato un pittore belga naturalizzato francese.

## Biografia
Nicolas de Fassin ebbe una carriera molto ricca di eventi. Intraprese molti viaggi e partecipò, viaggiando in Francia, alla guerra dei sette anni. Partecipò anche alla Rivoluzione di Liegi che iniziò nel 1789. Fu durante un soggiorno a Ginevra, grazie alle opere di Nicolaes Berchem e Jan Both, da lui copiate, che scoprì lo stile che gli era più adatto.
Fu, assieme a Léonard Defrance, fondatore dell'Académie royale des beaux-arts de Liège (Accademia reale di belle arti di Liegi).

## Opere

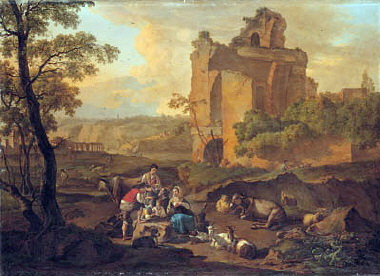
Nicolas de Fassin, paesaggio italiano.

- Dame prenant le café (Signora che prende il caffè)
- Les quatre points du jour (I quattro punti del giorno), a La Boverie a Liegi
  - Le matin (Il mattino),  olio su tela, 1802.
  - Le milieu du jour (Il mezzogiorno), olio su tela, 1797.
  - Le crépuscule (Il crepuscolo), olio su tela, 1797.
  - Le soir (La sera), olio su tela, 1797.